# Walter Coventry Summers
Walter Coventry Summers (1869 - Torquay, 30 maart 1937) was een Brits latinist, specialist op het gebied van het zogeheten 'zilveren latiniteit' (literatuur uit de periode na Augustus), hoogleraar aan de universiteit van Sheffield.
Na fellow geweest te zijn aan het St John's College (Cambridge) en assistant lecturer aan het Owens College in Manchester werd W.C. Summers in 1909 benoemd tot Firth Professor of Latin in Sheffield. Hier bleef hij werkzaam tot 1930.
Zijn bekendste publicatie is zijn Select letters of Seneca uit 1910. In het voorwoord bedankt hij zijn uitgever dat deze het aangedurfd heeft een boek te publiceren dat wellicht slechts weinig lezers zal vinden. Het geeft aan hoezeer Summers toen een pionier was op dit gebied, en hoezeer de studie van het Latijn gebukt ging onder vooroordelen (negatieve t.a.v. Seneca, positieve t.a.v. de literatuur uit het tijdperk van Augustus, het zogeheten 'gulden' latijn). Maar het boek is talloze malen herdrukt tot aan de jaren 1990 toe.
Summers laat zijn selectie uit de brieven van Seneca voorafgaan door een zeer analyse van Seneca's taalgebruik. Hij benadrukt het gebruik dat Seneca maakt van termen uit het dagelijks spraakgebruik (colloquial elements). Verder traceert hij de geschiedenis van wat hij noemt de pointed style in het Latijnse proza; dit is de voor het zilveren latijn kenmerkende stijltechniek van korte, flitsende zinnen met veel onverwachte wendingen, paradoxen, tegenstellingen e.d.. Ook geeft hij een résumé van de receptiegeschiedenis van Seneca's werk door de eeuwen heen. Het boek werd positief ontvangen.
Als afsluiting van zijn professionele activiteit kan men The silver age of Latin literature from Tiberius to Trajan zien. Hierin behandelt hij elk literair genre uit (grofweg) de eerste eeuw na Chr., elk hoofdstuk afsluitend met de latere nawerking van de behandelde werken/schrijvers. Ook hier echter nog acht hij het nodig zich te verantwoorden voor het feit dat hij aandacht vraagt voor deze periode uit de literatuurgeschiedenis; gezien sommige reacties was dat niet geheel overbodig.

## Publicaties in boekvorm
- 1894: A study of the Argonautica of Valerius Flaccus
- 1900: C. Sallusti Crispi Catilina
- 1901: P. Ovidi Nasonis Metamorphoseon liber VIII. Edited with introduction, notes, vocabulary and index
- 1902: C. Sallusti Crispi Iugurtha. Edited with introduction, notes and index
- 1904: Cornelii Taciti Historiarvm liber III. Edited with Introduction, Notes and Index
- 1910: Select letters of Seneca. Edited with introductions and explanatiry notes
- 1920: The silver age of Latin literature from Tiberius to Trajan.

Verder heeft Summers in het tweede deel van J.P. Postgates Corpus Poetarum Latinorum (1905) de tekst van de satiren van Persius en de  Punica van Silius Italicus verzorgd.